# JR東日本四季劇場［秋］
JR東日本四季劇場［秋］（ジェイアールひがしにほんしきげきじょう［あき］、英語：JR-EAST Shiki Theatre AKI）は、東京都港区にある劇場である。

## 概要
JR東日本が所有し、劇団四季が主にミュージカルを上演するために使用する劇場で、1998年（平成10年）10月4日にオープンした、こけら落とし公演は「ミュージカル李香蘭」だった。
2017年（平成29年）6月末で、竹芝地区再開発に伴い一時休場となり、完成したWATERS takeshibaシアター棟の新劇場で、2020年（令和2年）7月14日から上演再開を予定していた。しかし、新型コロナウイルスの感染拡大から延期となり、10月24日にオープンした。
こけら落とし公演は「オペラ座の怪人」。劇場名は同作品公演中に限り「清水建設ミュージカルシアターJR東日本四季劇場［秋］」に変更されていた。客席数は上演作品によって異なる。

## 上演記録

### 初代
- 1998年
  - ミュージカル李香蘭 （10月4日 - 10月17日）
  - ジーザス・クライスト＝スーパースター#ジャポネスクバージョン （10月24日 - 11月8日）
  - ジーザス・クライスト＝スーパースター#エルサレムバージョン （11月15日 - 12月6日）
  - ユリディス （12月12日 - 12月25日）
- 1999年
  - オンディーヌ （1月3日 - 1月16日）
  - 劇団四季ソング&ダンスミュージカルの花束 （1月23日 - 4月25日）
  - アスペクツ オブ ラブ （5月3日 - 7月31日）
  - 劇団四季ソング&ダンス （8月17日 - 10月9日）
  - スルース (探偵) （10月15日 - 10月31日）
  - コーラスライン （11月6日 - 2000年3月20日）
- 2000年
  - ラ・ソヴァージュ（ノンという女） （3月25日 - 4月13日）
  - ミュージカル李香蘭 （4月23日 - 6月18日）
  - 壁抜け男 （6月25日 - 10月15日）
  - 夢から醒めた夢 （10月20日 - 12月17日）
  - 劇団四季ソング&ダンスII オーヴァー・ザ・センチュリー   （12月24日 - 2001年1月21日）
- 2001年
  - ハムレット （1月27日 - 3月14日）
  - ジーザス・クライスト＝スーパースター エルサレムバージョン（3月20日 - 4月13日）
  - 劇団四季ソング&ダンスII オーヴァー・ザ・センチュリー （4月19日 - 6月24日）
  - ハムレット （7月3日 - 7月29日）
  - ユタと不思議な仲間たち （8月7日 - 9月16日）
  - ミュージカル異国の丘 （10月14日 - 2002年2月10日）
- 2002年
  - アンドロマック （2月16日 - 3月6日）
  - コンタクト（Contact） （3月28日 - 11月10日）
  - 赤毛のアン （11月19日 - 2003年1月5日）
- 2003年
  - クレイジー・フォー・ユー （1月11日 - 5月31日）
  - ミュージカル李香蘭（6月15日 - 7月27日）
  - ミュージカル異国の丘 （8月9日 - 10月10日）
  - 夢から醒めた夢 （10月25日 - 12月28日）
- 2004年
  - 劇団四季ソング&ダンスIII -RUN TO THE FUTURE- （1月14日 - 3月4日）
  - アンデルセン （3月10日 - 3月28日）
  - ユタと不思議な仲間たち （4月13日 - 6月19日）
  - ジーザス・クライスト＝スーパースター エルサレムバージョン （6月26日 - 8月1日）
  - ジーザス・クライスト＝スーパースター ジャポネスクバージョン （8月8日 - 8月29日）
  - ミュージカル南十字星 （9月12日 - 2005年1月10日）
- 2005年
  - エビータ （1月27日 - 3月13日）
  - 夢から醒めた夢 （3月21日 - 8月6日）
  - ミュージカル李香蘭 （8月14日 - 10月2日）
  - ミュージカル異国の丘 （10月16日 - 12月4日）
  - ミュージカル南十字星 （12月18日 - 2006年1月15日）
- 2006年
  - クレイジー・フォー・ユー （2月17日 - 7月9日）
  - エビータ （7月26日 - 9月18日）
  - コーラスライン （9月29日 - 11月12日）
  - 中国文化フェスティバル （後述）
- 2007年
  - コンタクト （1月6日 - 3月31日 ）
  - ユタと不思議な仲間たち （4月14日 - 5月27日）
  - ジーザス・クライスト＝スーパースター ジャポネスクバージョン （6月9日 - 7月21日）
  - ジーザス・クライスト＝スーパースター エルサレムバージョン （7月28日 - 8月26日）
  - ウェストサイド物語 （9月8日 - 2008年1月28日）
- 2008年
  - ユタと不思議な仲間たち （2月9日 - 3月9日）
  - ミュージカル李香蘭 （3月20日 - 5月18日）
  - ミュージカル異国の丘 （5月31日 - 6月29日）
  - ミュージカル南十字星 （7月13日 - 8月3日）
  - 夢から醒めた夢 （8月14日 - 9月21日）
  - 劇団四季 ソング&ダンス55ステップス （10月4日 - 2009年3月29日）
- 2009年
  - アンデルセン （4月7日 - 5月30日）
  - ミュージカル李香蘭 （6月6日 - 6月21日）
  - ミュージカル異国の丘 （6月27日 - 7月5日）
  - 夢から醒めた夢 （7月12日 - 8月9日）
  - ユタと不思議な仲間たち （8月16日 - 8月30日）
  - ミュージカル南十字星 （9月13日 - 9月27日）
  - ドリーミング （10月10日 - 11月23日）
  - ウェストサイド物語 （12月4日 - 2010年1月11日）
- 2010年
  - クレイジー・フォー・ユー （2月6日 - 3月20日）
  - サウンド・オブ・ミュージック （4月11日 - 2011年3月12日）
- 2011年
  - 夢から醒めた夢 （3月20日 - 5月15日）
  - ユタと不思議な仲間たち （5月24日 - 6月25日）
  - アンデルセン （7月3日 - 7月31日）
  - クレイジー・フォー・ユー （8月10日 - 9月25日）
  - 劇団四季ソング&ダンス The Spirit! （10月10日 - 2012年1月15日）
- 2012年
  - 壁抜け男 モンマルトル恋物語 （1月29日 - 3月3日）
  - ユタと不思議な仲間たち （3月11日 - 3月27日）
  - アイーダ 愛に生きた王女 （4月14日 - 8月12日）
  - 夢から醒めた夢（8月23日 - 9月22日）
  - 青い鳥（10月2日 - 10月21日）
  - ウェストサイド物語（10月31日 - 12月24日）
- 2013年
  - サウンド・オブ・ミュージック（1月16日 - 5月6日）
  - ミュージカル南十字星（5月19日 - 6月1日）
  - ミュージカル異国の丘（6月20日 - 7月13日）
  - 夢から醒めた夢（7月21日 - 9月1日）
  - ミュージカル李香蘭（9月8日 - 9月29日）
  - 劇団四季ソング&ダンス60 ようこそ劇場へ（10月13日 - 11月24日）
  - マンマ・ミーア!（12月12日 - 2014年5月6日）
- 2014年
  - ジョン万次郎の夢（「こころの劇場」公演[5]：5月15日 - 7月15日、一般公演：7月19日 - 8月17日）
  - マンマ・ミーア!（9月2日 - 2015年2月8日）
- 2015年
  - クレイジー・フォー・ユー（2月22日 - 5月6日）
  - 王子とこじき（「こころの劇場」公演：5月15日 - 7月17日[6]）
  - サウンド・オブ・ミュージック（8月9日 - 2016年1月31日）
- 2016年
  - ウェストサイド物語（2月14日 - 5月8日）
  - ガンバの大冒険（「こころの劇場」公演：5月20日 - 7月15日[7]）
  - マンマ・ミーア!（8月2日 - 10月23日）
  - ノートルダムの鐘[8]（12月11日 - 2017年6月25日）

### 2代目
- 2020年
  - オペラ座の怪人（10月24日 - 2022年1月10日）[9]
- 2022年
  - バケモノの子（4月30日 - 2023年3月21日）[10]
- 2023年
  - ノートルダムの鐘（5月14日 - 8月6日）[11]
  - ウィキッド（10月19日 - 2024年1月27日）[11]
- 2024年
  - ゴースト&レディ（5月6日 - 11月11日）
- 2025年
  - バック・トゥ・ザ・フューチャー（4月6日 - 上演中）[12]

## 劇団四季以外による同劇場での上演記録

### 2006 中国文化フェスティバル
- 2006年
  - 北京人民芸術学院「雷雨」 （11月24日 - 11月26日）
  - 上海バレエ団「ザ･バタフライラヴァーズ-梁山伯と祝英台」 （12月1日 - 12月3日）
  - 中国雑技談「雑技魅影」 （12月8日 - 12月10日）

## アクセス
鉄道
- JR東日本
  - 山手線・京浜東北線 浜松町駅より徒歩約7分
- ゆりかもめ
  - 竹芝駅より徒歩約5分
- 都営地下鉄
  - 浅草線・大江戸線 大門駅B1出口より徒歩約8分